# Dietrich Hildebrandt
Dietrich Hildebrandt (* 31. Dezember 1944 in Luckenwalde; † 17. September 2015 in Heidelberg) war ein deutscher Lehrer, Verlagsangestellter und Politiker (SDS, KBW, Komitees für Demokratie und Sozialismus, Bündnis 90/Die Grünen).
Dietrich Hildebrandt studierte von 1966 bis 1972 Germanistik, Romanistik, Geschichte und Politische Wissenschaften an der Ruprecht-Karls-Universität Heidelberg. Seit 1968 war er aktives Mitglied des SDS und im Sommersemester 1970 AStA-Vorsitzender. 1990 promovierte er an der Freien Universität Berlin im Fach Soziologie mit einer Arbeit zur Studentenbewegung Ende der 1960er und Anfang der 1970er Jahre in Heidelberg.
Nach zahlreichen, teilweise strafrechtlich verfolgten Aktivitäten in der Heidelberger Studentenbewegung und Kandidaturen für den KBW bei verschiedenen Wahlen in den Jahren 1975/76 begann er seine politische Tätigkeit als Stadtrat für die Grüne-Alternative Liste (GAL) in Heidelberg (1989 bis 1994). 1996 bis 2001 war er Mitglied des Landtags von Baden-Württemberg (12. Wahlperiode), dann wurde er nicht wieder aufgestellt. Bei der vorgezogenen Bundestagswahl 2005 kandidierte Dietrich Hildebrandt erfolglos ohne Absicherung auf der Landesliste direkt im Wahlkreis 278 Rhein-Neckar.

## Veröffentlichungen
- Nachwort. In: Das neue China. Berichte aus chinesischen Zeitschriften über den Aufbau des Sozialismus. Sendler, Plankstadt 1974, S. 162–172, ISBN 3-88048-009-5
- „…und die Studenten freuen sich!“ Studentenbewegung in Heidelberg 1967–1973. esprint-Verlag, Heidelberg 1991, ISBN 3-88326-190-4